# Mookane
Mookane – wieś w Botswanie w dystrykcie Central. Według spisu ludności z 2011 roku wieś liczyła 2983 mieszkańców.